# مضخة دراجة

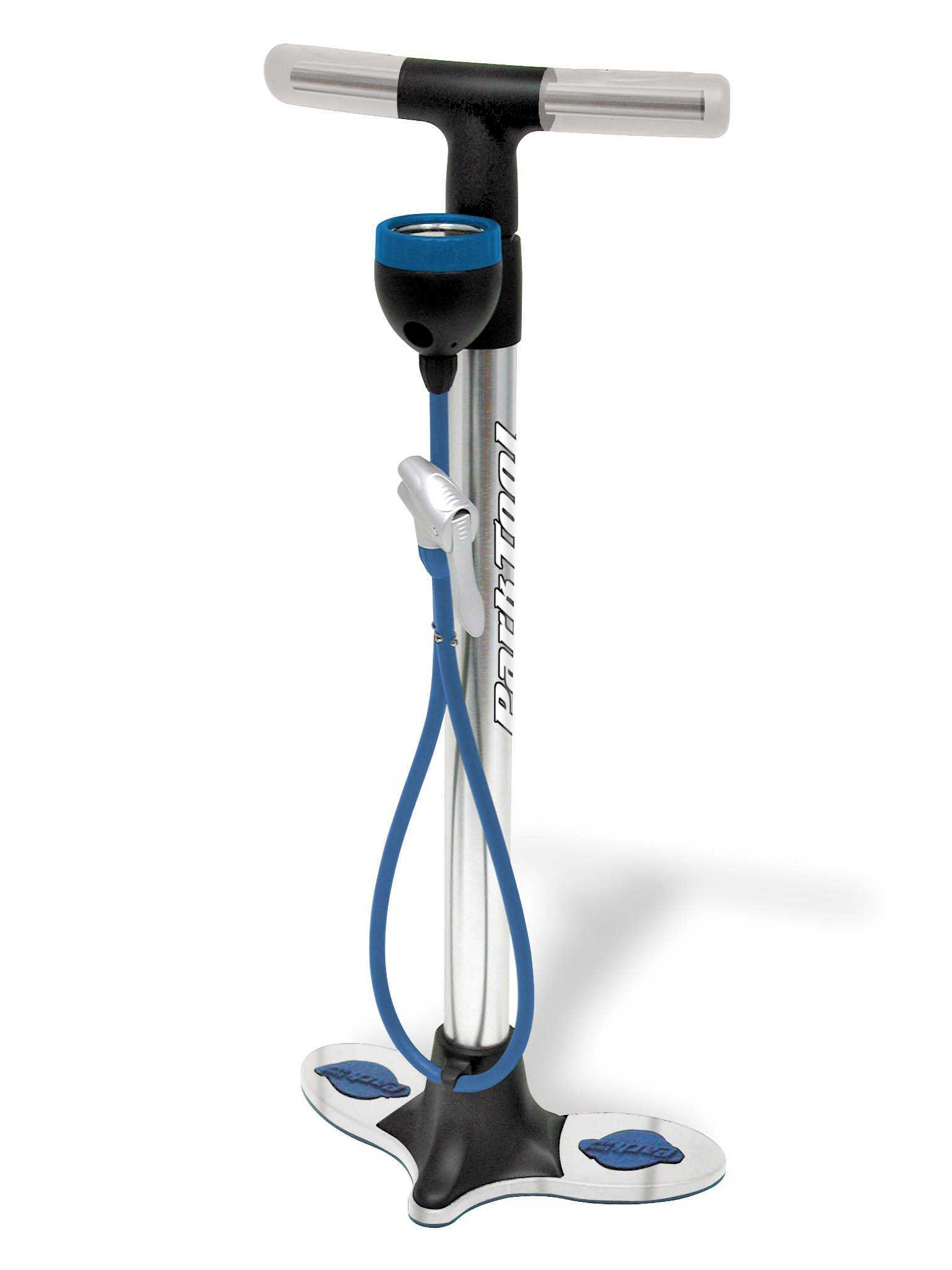
مضخة أرضية للدراجة الهوائية

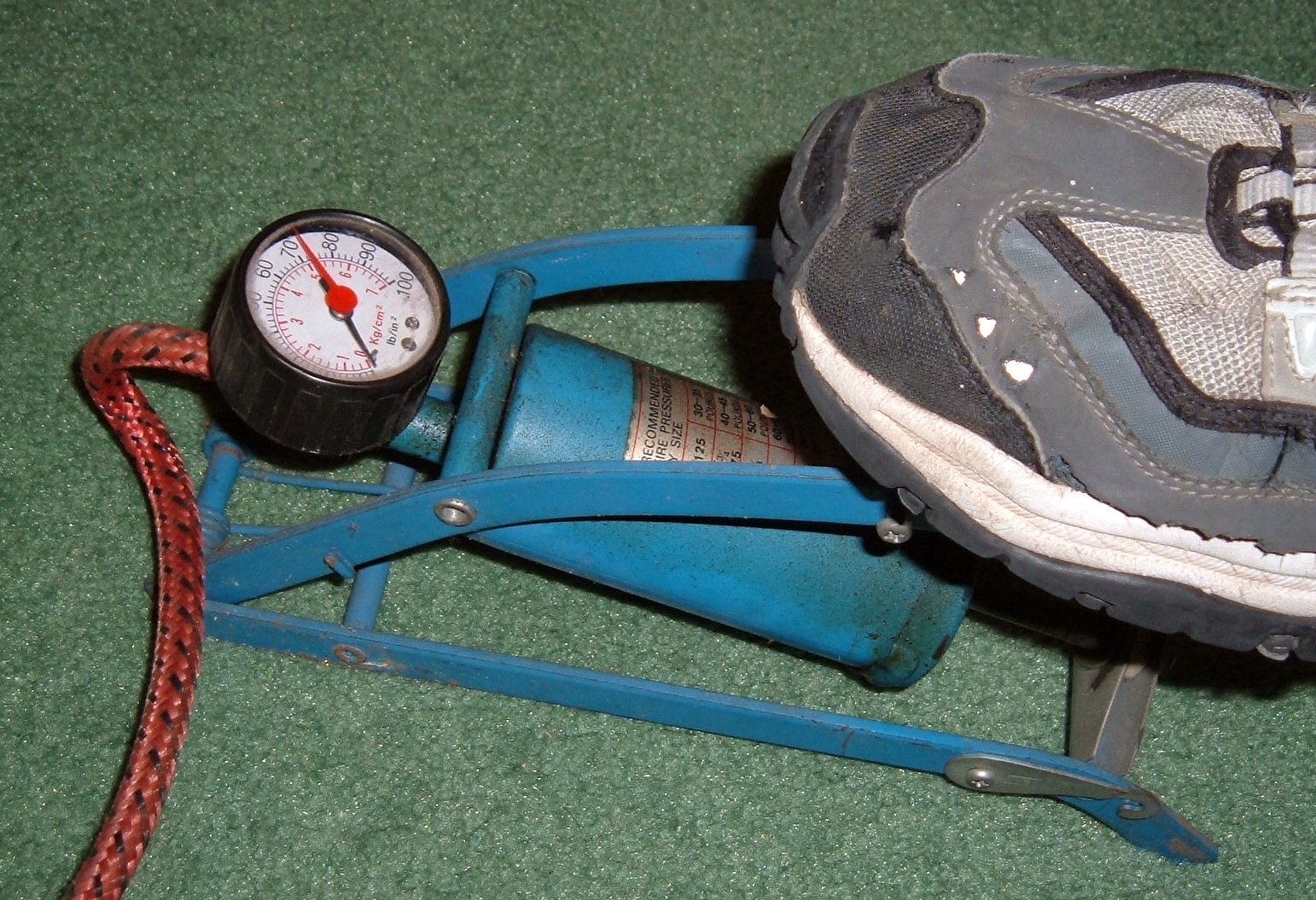
مضخة دراجة تعمل بالقدم

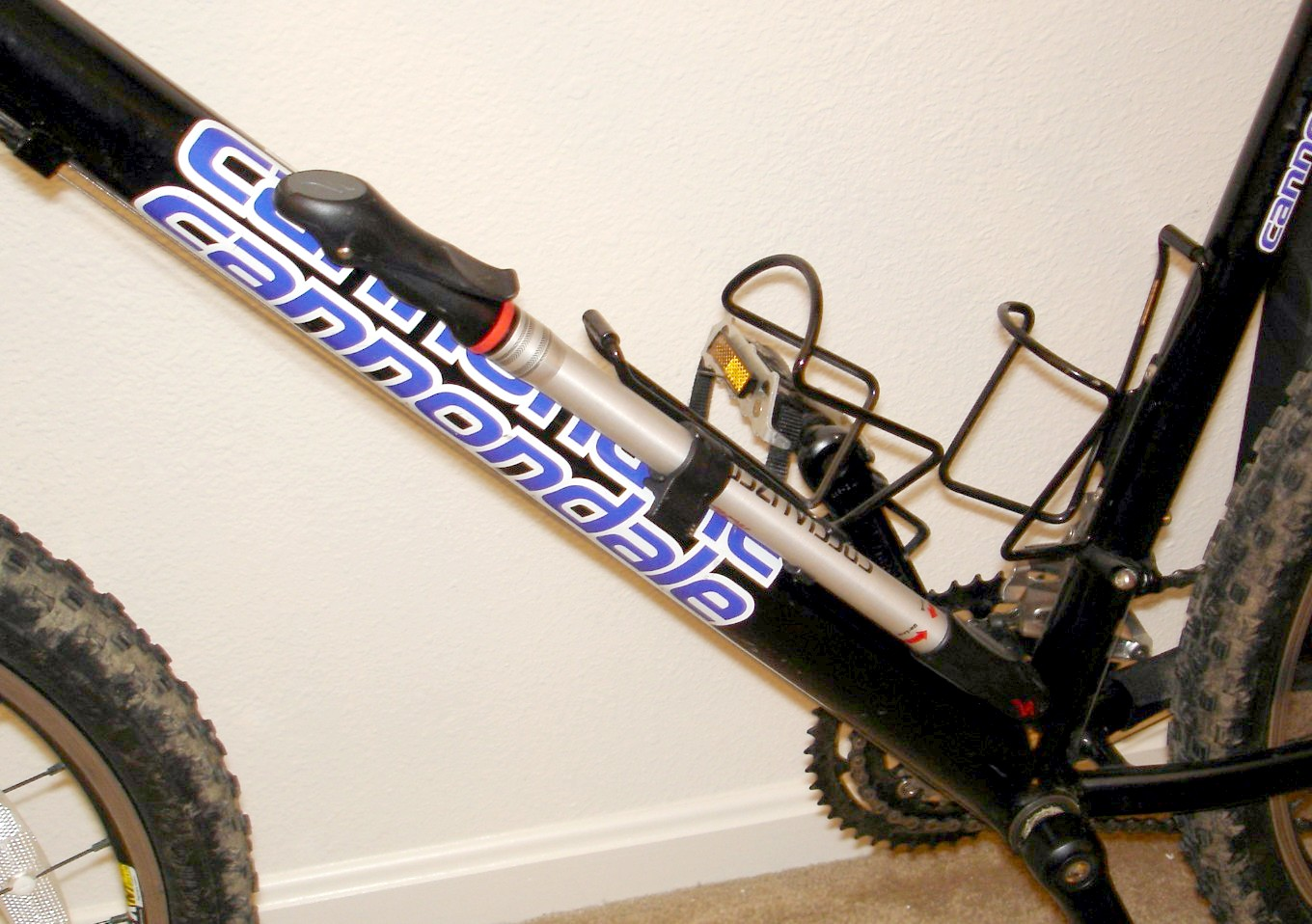
مضخة الدراجة المثبتة على الإطار

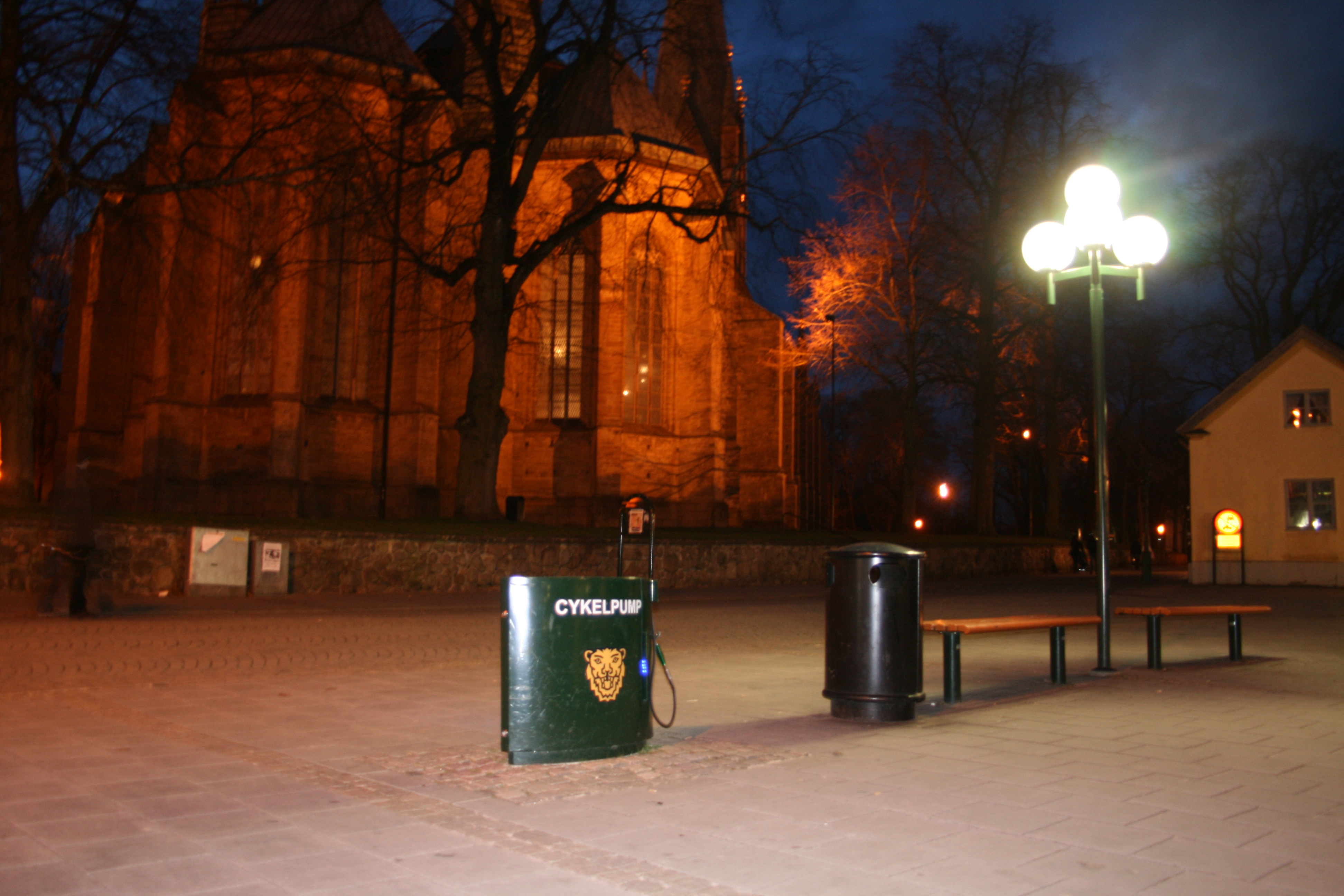
ضاغط الهواء العام للدراجات الهوائية.

مضخة الدراجة هي نوع من مضخات الهواء ذات الإزاحة الإيجابية المصممة خصيصًا لتضخيم إطارات الدراجات. يحتوي على وصلة أو محول للاستخدام مع واحد أو كلا النوعين الأكثر شيوعًا من الصمامات المستخدمة في الدراجات ، شريدر أو بريستا. يوجد نوع ثالث من الصمامات يسمى صمام دنلوب (أو وودز)، ولكن يمكن ملء الأنابيب التي تحتوي على هذه الصمامات باستخدام مضخة بريستا. 
وتتوفر المضخات على عدة أنواع أساسية مثل:
- مضخات أرضية
- مضخات ذات إطار محمول
- مضخات مدمجة أو صغيرة
- مضخات تعمل بالقدم
- مضخات الحركة المزدوجة
- مضخات لا أنبوبية

في أبسط أشكالها، تعمل مضخة الدراجة عبر مكبس يدوي. أثناء الضربة الصاعدة، يقوم هذا المكبس بسحب الهواء عبر صمام أحادي الاتجاه إلى المضخة من الخارج. أثناء الضربة النازلة، يقوم المكبس بعد ذلك بإزاحة الهواء من المضخة إلى إطار الدراجة. تحتوي معظم المضخات الأرضية، والتي تسمى أيضًا مضخات الجنزير، على مقياس ضغط مدمج للإشارة إلى ضغط الإطارات.
يمكن استخدام المضخات التي تعمل بالكهرباء والمخصصة لنفخ إطارات السيارات (كما هو متاح في معظم محطات الوقود ) لنفخ إطار الدراجة إذا كانت وصلة الإطار مناسبة. تم تصميم بعض هذه المضخات لتقطع قبل الوصول إلى الضغط المناسب (أعلى بكثير للدراجة من إطار السيارة)، وستؤدي إلى تضخيم الإطار كثيرًا. قد لا يقطعها الآخرون، لكنهم يقدمون معدل تدفق مرتفعًا لملء إطار السيارة الأكبر، مع خطر تضخيم إطار دراجة هوائية بشكل مفرط وانفجاره ما لم يتم إيقافه بتوقيت أجزاء من الثانية.
يتطلب تضخيم الإطارات الخالية من الأنابيب تدفقًا أوليًا للهواء لتثبيته على الحافة، وتتوفر مضخات خصيصًا لهذه المهمة. 

## تاريخ
من غير المعروف متى تم اختراع أول مضخة للدراجات، ولكن يُعتقد أنها كانت في عام 1887، وهو الوقت الذي أنتج فيه المخترع الإطار سكتلندي جون بويد دنلوب أول إطار قابل للنفخ أو إطار هوائي. تتكون أول مضخة دراجة من أسطوانة معدنية بها قضيب معدني يسير في منتصفها. كان هذا من شأنه أن يجبر الهواء على الخروج من الأسطوانة ثم يمتص الهواء الجديد عندما يتم سحب القضيب المعدني مرة أخرى. تستخدم العديد من المضخات الحديثة طريقة مشابهة جدًا ، بينما يستخدم البعض، مثل المضخات الكهربائية، آلية ضخ آلية.

## كيفية عملها
تعمل مضخة الدراجة على ضغط الهواء. عندما يتم ضغط الأسطوانة، يتم دفع الهواء إلى أسفل أنبوب المضخة ثم إلى الإطار عبر الصمام، والذي يتم فتحه بضغط الهواء. عندما يتم سحب المقبض مرة أخرى، يتم إيقاف تشغيل الصمام تلقائيًا بحيث لا يتمكن الهواء من الهروب من الإطار، ويتم دفع الهواء الجديد مرة أخرى إلى الأسطوانة حتى يمكن تكرار العملية. تحتوي بعض المضخات على مقياس يوضح ضغط الهواء الذي يتم دفعه داخل الإطار. بمجرد أن يصل الإطار إلى الضغط الصحيح، يمكن إزالة صمام المضخة من الإطار، ويمكن استبدال الغطاء على صمام الإطار.
هناك نوعان رئيسيان من صمامات الإطارات التي تتصل بها مضخة إطار الدراجة. وهي صمام بريستا وصمام شريدر. بعض المضخات تناسب كلا النوعين من الصمامات، في حين البعض الآخر لا يناسبها، ولكن تتوفر وصلات تمكن المضخة من ملاءمة أي نوع من الصمامات. تمكّن «جميع أنظمة التوصيل القابلة للتعديل للصمامات»، والمعروفة أيضًا باسم AVACS، المضخة من ملاءمة أي نوع من الصمامات الموجودة على الدراج، كما أن لديها القدرة على التوافق مع منتجات نفخ عالمية أخرى، مثل الكرات وبرك التجديف والحلقات المطاطية. تتوفر ميزة AVACS بشكل شائع في نماذج المضخات ويمكن أيضًا شراؤها كمرفق صمام منفصل. كما أنه يعمل عن طريق عمليات السحب والدفع المتكررة للمكبس.

## أنواع
هناك ثلاثة أنواع رئيسية من مضخات الدراجات
- مضخة الوقوف
- مضخة يدوية
- مضخة القدم

### مضخة الوقوف
تُعرف أيضًا باسم امضخة الأرضية أو الجنزير. للتشغيل، يضع المستخدم قاعدة المضخة على الأرض واضعا القدمين عند القاعدة، ويسحب ويدفع الضربات الكاملة بالمقابض. يجب أن يقوم الأنبوب الإضافي بتوصيل المضخة بصمام الملء، مما قد ينتج عنه حجم هامد.

### مضخة يدوية
هناك نوعان أساسيان: أنبوبي ومتكامل. يتطلب النوع الأنبوبي أنبوبًا منفصلاً لتوصيل المضخة بالصمام. ميزتها أنها رخيصة، لكنها غير فعالة مقارنة بالمضخات الأخرى. لدى المضخات اليدوية أيضًا الكثير من المفاصل التي يمكن للهواء الهروب منها.
تحتوي المضخات اليدوية المتكاملة على فتحة في الجانب مزودة بغسالة مطاطية تتناسب مع الصمام. يتم ضغط هذا بشكل متكرر على الصمام بواسطة رافعة إضافية. نظرًا لأنه محكم الإغلاق جيدًا، وصلب وله حجم هامد صغير، فهذا النوع من المضخات فعال للغاية. يكون عادةً مقاس 8 بوصات للمضخ المتكامل أسرع من الأنبوب مقاس 18 بوصة. سوف يتعرض هذا النوع من المضخات لخطر تمزيق الصمامات الأنبوبية، خاصةً تلك التي تحتوي على صمامات بريستا.
بعض المضخات الأكثر كفاءة هي المضخات مزدوجة العمل. عن طريق إحكام غلق المكبس في الأسطوانة من كلا الطرفين، يمكنها دفع الهواء إلى داخل الإطار عند كلا الجهتين.
يمكن تركيب المضخات على كتيفة على إطار الدراجة، إما بمشبك أو لولب أو مشبك نحاسي، أو يمكن حملها في سلة أو حقيبة أخرى على الدراجة، كما يمكن حملها بواسطة الراكب في حقيبة الظهر، الجيب ، إلخ.

#### مضخة صغيرة
عادة ما تكون المضخات الصغيرة (أو المضخات المدمجة) مضخات يدوية تم تصنيعها صغيرة جدًا وخفيفة الوزن ، بحيث يمكن حملها بسهولة على دراجة لاستخدامها في حالات الطوارئ ؛ يمكن وضعها في الجيوب ، وأكياس السرج ، أو حتى تضمين قوس زجاجة المياه. نظرًا لصغر حجمها ، فإن حجم الهواء الذي يمكن أن توفره هذه المضخات محدود نوعًا ما مقارنة بالمضخة الأرضية ، لذلك قد تكون هناك حاجة إلى الكثير من الضخ.

### مضخة القدم
غالبًا ما تكون هذه المضخات غير مصممة خصيصًا لاستخدام الدراجات. لا تولد ضغوطًا عالية جدًا، لذا فهي لا تعمل بشكل جيد مع إطارات الدراجات على الطرق الضيقة، ولكنها مناسبة للإطارات الكبيرة ذات الضغط المنخفض كما هو موجود في الدراجات الجبلية.

### مضخة ثاني أكسيد الكربون CO2
الأسطوانات المملوءة بالغاز للدراجات لها تاريخ غير واضح ولكن يبدو أنها ظهرت بين الحربين العالميتين. تقول إحدى القصص إنها صُنعت «من قبل متسابق بعد مشاهدة صاحب مقهى يقوم بتعبأة كأس الجعة التي طلبها والمصنوع زجاجها من ثاني أكسيد الكربون». 
تستخدم المضخات بشكل عام الغاز المسال الذي لا يمكن استبداله في المنزل. استخدمت نسخة لاحقة، والتي حققت نجاحًا أكبر، خرطوشة تم بيعها في الأصل لشفرات المشروبات. كسر ذراع الخرطوشة وتسرب غاز كافٍ لتضخيم الإطار.
غالبًا ما تستخدم مضخات الغاز الحديثة من قبل متسابقي الدراجات الجبلية أو الدراجات على الطرق الذين يحتاجون إلى توفير الوزن وتوفير الوقت إذا ثقبت إطارات دراجاتهم أثناء السباق. يمكن أن تكون مضخة لمرة واحدة أو مضخة يمكن تزويدها بخرطوشة بديلة يتسرب. ثاني أكسيد الكربون من الأنبوب الداخلي للمطاط بسرعة أكبر من الهواء - على الرغم من حجم جزيءها الكبير، فإن جزيء CO 2 له انحلالية أكبر من الأوكسجين والنيتروجين في المطاط وعلى هذا النحو يمكنه أن يزيد من سرعة الإطارات أكثر مما لو تم ملؤها بالهواء.

### مضخة الضغط الخارجي
يعتبر الحد الأقصى للضغط، أو مقدار الهواء الذي يمكن للمضخة أن تدخله في الإطار، أحد الاعتبارات المهمة. تحتاج المضخة إلى مطابقة أو تجاوز ضغط الهواء المحدد الذي يمكن للإطارات التعامل معه. إذا كان الحد الأقصى لضغط الهواء منخفضًا جدًا ، فلن يكون قادرًا على نفخ الإطارات بشكل كافٍ، بغض النظر عن مدى صعوبة استخدامها.